# Wednesday Night in San Francisco
Wednesday Night in San Francisco è un album dal vivo del cantante e chitarrista statunitense Albert King, pubblicato nel 1990 ma registrato nel 1968.

## Tracce
1. Watermelon Man – 0:44 (Herbie Hancock)
2. Why You So Mean to Me – 7:55 (Albert King)
3. Get Evil – 5:25 (King)
4. Got to Be Some Changes Made – 9:24 (King)
5. Personal Manager – 7:21 (King, David Porter)
6. Born Under a Bad Sign – 4:08 (William Bell, Booker T. Jones)
7. Don't Throw Your Love On Me So Strong – 8:24 (King)

## Formazione
- Albert King – chitarra, voce
- Willie James Exon – chitarra
- James Washington – organo
- Roosevelt Pointer – basso
- Theotis Morgan – batteria